# Ahmad Tejan Kabbah
Ahmad Tejan Kabbah (Pendembu, 16 febbraio 1932 – Freetown, 13 marzo 2014) è stato un politico sierraleonese, terzo presidente della Sierra Leone.
Economista e avvocato, Ahmad Tejan Kabbah divenne nel 1996 leader del Sierra Leone People's Party (d'impronta socialdemocratica) e con esso si candidò nello stesso anno alle elezioni presidenziali: eletto al ballottaggio 59% dei voti, fu il primo Capo di Stato musulmano del suo paese.
Un anno e due mesi dopo il suo successo militare, venne scacciato da una giunta militare che prese il potere. Un intervento della Comunità economica degli Stati dell'Africa occidentale, guidato dalla Nigeria, lo rimise in sella dopo otto mesi; stavolta Kabbah fu libero di concludere il suo mandato.
Il 18 gennaio 2002 annunciò che la guerra civile, perdurante ormai da più di dieci anni, si era conclusa con la piena vittoria della forze governative: forte di questo successo, si presentò in posizione di forze alle elezioni del 2002, che infatti vinse al primo turno con il 70.1% delle preferenze.
S'impegnò a disarmare le truppe ribelli ormai sconfitte e per combattere il fenomeno della corruzione legata al commercio dei diamanti chiamò in soccorso degli esperti inglesi. Quando il suo secondo incarico da presidente si concluse il 17 settembre 2007 egli era tecnicamente ineleggibile per un nuovo mandato e si ritirò a vita privata.
È scomparso nel 2014 all'età di 82 anni dopo una lunga malattia.